# Franz Pristovnik
Franc Pristovnik (* 30. Juli 1910 in Zell-Pfarre/Sele fara; † 29. April 1943 in Wien) war ein slowenisch-kärntnerischer Widerstandskämpfer gegen den Nationalsozialismus in Kärnten.

## Leben
Er war der Sohn von Gertrud Pristovnik, geb. Piskernik, und Simon Pristovnik, dem Besitzer der Hube vlg. Hus. Mit 13 Jahren verlor er bei einem Arbeitsunfall drei Finger der rechten Hand. Ab den 1920er Jahren gehörte er dem katholisch-slowenischen Kulturverein und dem Alpenverein „Planina“ an. Beim Überfall Nazi-Deutschlands auf Jugoslawien wurde er im April 1941 in Schutzhaft genommen. Als einige Jugendfreunde aus Zell wie Thomas Olip, Jakob Oraže und die Gebrüder Johann, Peter und Valentin Olip sowie Maks Kelih, die nach dem Anschluss Österreichs 1938 nach Jugoslawien emigriert waren, im April 1941 auf Schmugglerwegen nach Zell zurückkamen, brachte Pristovnik Thomas Olip und Jakob Oraže in der Scheune seines Elternhauses unter und versorgte sie den gesamten Winter hindurch mit Nahrung. Im Frühjahr 1942 half er ihnen, auf dem Setitsche-Hügel hinter seinem Hof einen Bunker zu errichten. Als Johann Županc, der Begründer der Osvobodilna fronta (Volksbefreiungsbewegung) in Kärnten, am 12. Juli 1942 nach Zell kam, um hier Mitglieder zu werben, führte Pristovnik ihn zu den Freunden im Bunker. Er half ihnen auch, am unteren Hlipovtschnikgraben einen zweiten Bunker zu errichten, der im Juli endgültig bezogen wurde. Immer wieder brachte er den Freunden Nahrungsmittel und informierte sie über die Situation im Ort. Durch die Verhaftung von Maria Olip und die Erbeutung eines Briefes von ihrem Bruder Johann Zupanc gelang es der Gestapo, am 1. Dezember 1942 den Bunker in Zell auszuheben und Thomas Olip und Jakob Oraže zu verhaften.
Am 3. Dezember 1942 wurde auch Franc Pristovnik verhaftet. Justine Jug, die im Gestapogefängnis in Klagenfurt mit ihm Verbindung hatte, erhielt zu Weihnachten 1942 einen Kassiber von ihm, in dem er sie bat, für ihn zu beten, damit er die Folter ertragen könne. Auch der Pfarrer Alois Vauti, der mit ihm die Zelle teilte, berichtete, er sei von der Gestapo so zugerichtet worden, dass er nur noch an der Stimme zu erkennen gewesen sei. Mit zwölf Gefährten wurde er vom Volksgerichtshof unter dem berüchtigten Roland Freisler am 9. April 1943 zum Tode verurteilt und am 29. April 1943 am Wiener Landesgericht durch das Fallbeil hingerichtet. Seine Schwester Maria (geb. 1912), die ihren Bruder unterstützt hatte, erhielt zwei Jahre Gefängnis. Die Eltern Simon Pristovnik und Gertrud geb. Piskernik erhielten in einem eigenen Verfahren vor dem Oberlandesgericht Wien in Klagenfurt am 22. Juli 1943 sechs bzw. vier Jahre Zuchthaus, weil sie die Tätigkeit ihrer Kinder nicht unterbunden hätten – ein typisches Beispiel nationalsozialistischer Sippenhaftung.